# Сіпень
Сіпень, Сіпені (рум. Sipeni) — село у повіті Васлуй в Румунії. Входить до складу комуни Бледжешть.
Село розташоване на відстані 239 км на північний схід від Бухареста, 59 км на південь від Васлуя, 117 км на південь від Ясс, 79 км на північ від Галаца.

## Населення
За даними перепису населення 2002 року у селі проживали 160 осіб, усі — румуни. Усі жителі села рідною мовою назвали румунську.